# Scholz László (hispanista)
Scholz László (? –) magyar műfordító, irodalmár, szerkesztő, az Eötvös Loránd Tudományegyetem Bölcsészettudományi Kar Romanisztikai Intézet professor emeritusa.

## Élete
1973-ban az ELTE Bölcsészettudományi Kar spanyol-angol szakán szerezte egyetemi diplomáját, majd 1975-ben ugyanitt irodalomtudományi doktori fokozatot szerzett. 1973 óta a Spanyol Tanszék főállású oktatója. 1998–2001 között Széchenyi Professzori Ösztöndíjban részesült, 2002-ben habilitált. 1995–1999 és 2006–2014 között az ELTE Spanyol Tanszék vezetője, 2018-tól professor emeritusa.
Vendégprofesszorként dolgozott a University of Pittsburg, az ohioi Oberlin College és a münsteri Wesfälische Wilhelms-Universität spanyol tanszékén. 
A spanyol nyelvű irodalmak egyik legjelentősebb fordítója, aki a spanyol és latin-amerikai irodalmak kiemelkedő alkotásait (Jorge Luis Borges, Julio Cortázar, Gabriel García Márquez, Mario Vargas Llosa, Juan Carlos Onetti, Alejo Carpentier, Roberto Bolaño, Remenyik Zsigmond, José Ortega y Gasset, Camilo José Cela, Javier Marías vagy Don Juan Manuel műveit, a kortárs mexikói vagy perui kispróza darabjait) hozta közel a magyar olvasókhoz. Scholz László az egyetlen magyar nyelvű spanyol-amerikai irodalomtörténet szerzője is.
Közel 15 éven keresztül vezette a Spanyol Tanszéket, ez idő alatt nemzetközileg is jelentős mértékben kiszélesítette kapcsolatait és az általa szervezett tudományos konferenciákon a hispanisztika legkiemelkedőbb professzorai tartottak előadást. 2010-ben létrehozta a tanszék Lejana. Revista Crítica de Narrativa Breve című digitális folyóiratát.
A spanyol nyelvű irodalom és kultúra magyarországi terjesztése érdekében kifejtett eredményes munkájáért több szakmai elismerésben részesült. 1999-ben a Spanyol Királyság az Orden de Isabel la Católica kitüntetéssel ismerte el munkáját. Életpályája, oktatói, kutatói tevékenysége eredményeinek hazai elismeréseként pedig 2015-ben megkapta a Magyar Érdemrend Lovagkeresztjét.

## Kötetei
- A spanyol-amerikai irodalom rövid története (Gondolat, 2005, ISBN 9639567973)[4]
- Los avatares de la flecha: cuestionamiento del principio de la linealidad en el cuento moderno hispanoamericano (Univ. de Salamanca, 2002, ISBN 8478008225)
- Ensayos sobre la modernidad literaria hispanoamericana (Univ. de Murcia, 2000, ISBN 8483711680)
- El arte poética de Julio Cortázar (Castañeda, 1977)

Kiállítási katalógus
- El cartel comercial moderno de Hungría = A modern magyar kereskedelmi plakát = Modern commercial posters in Hungary : 1924-1942. (Bakos Katalinnal.) Valencia, 2009. Pentagraf. ISBN 9788493671419

## Műfordításai
Önálló kötetben
- Gabriel García Márquez: Az évszázad botránya (2020, ISBN 9789631439946)
- José Ortega y Gasset: A tömegek lázadása (2019, ISBN 9789634793540)
- Gabriel García Márquez: Utazás Kelet-Európában (Székács Verával. 2017, ISBN 9789631435139)
- Roberto Bolaño: A Harmadik Birodalom (2015, ISBN 9789634052135)
- Mario Vargas Llosa: A látványcivilizáció (2014,  ISBN 9789630796019)
- Mario Vargas Llosa: Utazás a fikció birodalmába (2010, ISBN 9789630789172)
- Roberto Bolaño: Éjszaka Chilében (2010, ISBN 9789630789196)
- Roberto Bolaño: Távoli csillag (2010, ISBN 9789630790239)
- Juan Mayorga: Szerelmeslevelek Sztálinhoz (2010,  ISBN 9789632362618)
- Juan Carlos Onetti: Egy névtelen sírra (2007, ISBN 9789630783958)
- José Ortega y Gasset: Hajótöröttek könyve (Csejtei Dezsővel, 2000,   helytelen ISBN kód: 9639157137 )
- Miguel de Unamuno: Öt kisregény (1999, ISBN 9639175102)
- Gabriel García Márquez: Söpredék (1998, ISBN 9630762765)
- Miguel de Unamuno: A kereszténység agóniája (1997,  ISBN 9630939096)
- Felipe Guaman Poma de Ayala: Perui képes krónika (1990, ISBN 9632822978)
- Jorge Luis Borges: Képzelt lények könyve (1988, ISBN 9632074793)
- Jorge Luis Borges: Az idő újabb cáfolata (1987, ISBN 9632817893)
- Benyhe János–Dercsényi Dezső–Györffy György– Katona Tamás –Szakály Ferenc (szerk.): Bernardo de Aldana magyarországi hadjárata (1548-1552) (1986,  ISBN 9630740729)
- Scholz László (szerk.): Vasárnap a gyékényketrecben (1982,  ISBN 9630726556)
- Remenyik Zsigmond: A képzelgő lámpagyújtogató (1979, ISBN 9632709446)
- Alejo Carpentier: Eltűnt nyomok (1978, ISBN 9630715074)
- Camilo José Cela: Pascual Duarte családja (1976, ISBN 9630708833)

Antológiában
- Scholz László (szerk.): Tetemre festés (2019, ISBN 9789632638263)
- Jorge Luis Borges: Jól fésült mennydörgés (2018, ISBN 9789636767907)
- Jorge Luis Borges: Az első magyar költőhöz (2015,  ISBN 9789634052104)
- Székács Vera (szerk.): Huszadik századi latin-amerikai novellák (2008, ISBN 9639716049)
- Juan Carlos Onetti: A megvalósult álom (2008,  ISBN 9789630785679)
- Julio Cortázar: Játékok (2005, ISBN 9789637343339)
- Jorge Luis Borges: Bábeli könyvtár (2005, ISBN 9630778440)
- Julio Cortázar: Átjárók (2005, ISBN 9637343644)
- Julio Cortázar: Bestiárium (2003, ISBN 9639475300)
- Patkós Judit – Scholz László (szerk.): A narancs a tél gyümölcse (2001, ISBN 9639175161)
- Jorge Luis Borges: A homály dicsérete (2000,  ISBN 9630767252)

- Jorge Luis Borges: Az ős kastély (1999, ISBN 9630766442)
- Jorge Luis Borges: A tükör és a maszk (1999, ISBN 9630765748)
- Jorge Luis Borges: Az örökkévalóság története (1999, ISBN 9630765020)
- Jorge Luis Borges: A halál és az iránytű (1998, ISBN 963076332x)
- Gabriel García Márquez: Tizenkét vándor novella (1992, ISBN 963142202x)
- Gabriel García Márquez: Macondóban hull az eső (1992, ISBN 9630754762)
- Scholz László (szerk.): Ariel és Kalibán (1984, ISBN 9630732661)
- Julio Cortázar: Nagyítás (1977, ISBN 9630713381)
- Benyhe János (szerk.): Így látták (1977, ISBN 9630710684)
- Gabriel García Márquez: A bölömbikák éjszakája (1977, ISBN 963211244X)
- Karig Sára (szerk.): Égtájak – Öt világrész elbeszélései (1976)
- Benyhe János (szerk.): Az üldöző (1972)
- Karig Sára (szerk.): Égtájak – Öt világrész elbeszélései (1970)
- Réz Ádám (szerk.): Huszonöt év – huszonöt novella (1970)

## Díjai, elismerései
- 2016: Bíró László-díj[5]
- 2015: A Magyar Érdemrend lovagkeresztje[6]
- 2001: Wessely László-díj
- 2001: Pro Literatura-díj
- 1999: Orden de Isabel la Católica
- 1998–2001: Széchenyi Professzori Ösztöndíj